# Fatih Dönmez

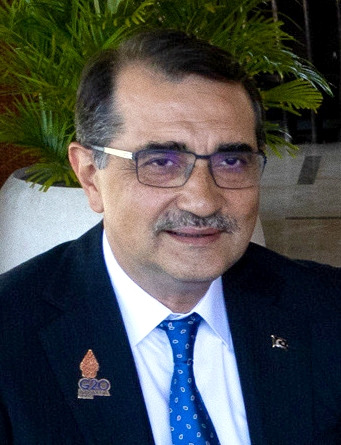
Fatih Dönmez

Fatih Dönmez (* 1965 in Bilecik) ist ein türkischer  parteiloser Politiker und Minister.

## Leben
Dönmez wurde in Bilecik geboren und ging in Istanbul zur Schule. Er studierte Elektrotechnik an der Yıldız Teknik Üniversitesi. Er ist seit 9. Juli 2018 als Nachfolger von Berat Albayrak Energieminister in der Türkei im Kabinett Erdoğan IV von Recep Tayyip Erdoğan. Dönmez ist verheiratet und hat drei Kinder.